# Дрезен, Адольф
А́дольф Дре́зен — немецкий театральный и оперный режиссёр, актёр, публицист.

## Биография
Родился в 1935 году в городе Эггезин (Мекленбург) и был назван в честь своего отца Адольфа Дрезена, инженера по профессии, который в первые дни войны пропал без вести. Оставшись без мужа, Ядвига Дрезен с сыном и тремя дочерьми была вынуждена не раз менять место жительства. Ещё до школы Адольф соприкоснулся с музыкой благодаря церкви, где мог брать уроки игры сначала на аккордеоне, затем на фортепиано. В послевоенное время он посещал монастырскую школу в Рослебене (Тюрингия), продолжил обучение в Тале (Саксония-Анхальт) и там получил аттестат зрелости.
В Лейпцигском университете изучал германистику (1953—1959), подготовил под руководством Ханса Майера работу по теме «Становление буржуазной комедии в Лейпциге», представленную на государственном экзамене.
Во время стажировки в Берлинер ансамбль познакомился с воплощением брехтовской идеи эпического театра, опирающегося на традиции «театра представления», в отличие от «театра переживания» и системы Станиславского.
С 1959 года работал театральным режиссёром в Магдебурге, а затем в Грайфсвальде. Однако в 1964 году его постановка Гамлета вызвала споры и нарекания со стороны властей, которые запретили спектакль, отстранив режиссёра от должности за «левизну и разрушение классического наследия».

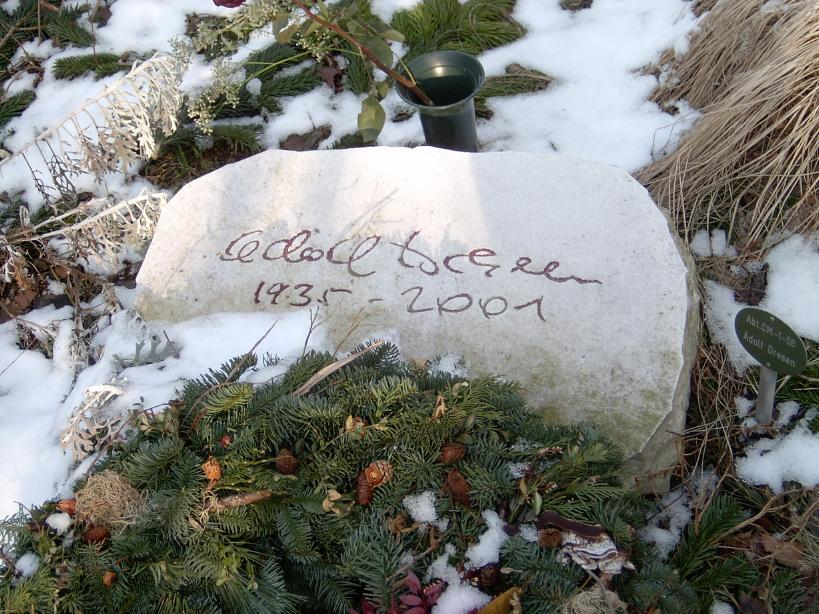
Могила Адольфа Дрезена на кладбище в берлинском районе Митте

С 1965 по 1977 год был режиссёром драматического театра в Восточном Берлине.
Выдворение диссидента Вольфа Бирмана из ГДР спровоцировало в 1977 году переезд на Запад ряда немецких деятелей культуры, включая Адольфа Дрезена.
С 1977 по 1981 год А. Дрезен работал по договору в венском Бургтеатре, где поставил среди прочего спектакль «Эмилия Галотти» с участием Клауса Марии Брандауэра. В 1981—1985 гг. был режиссёром во Франкфурте-на-Майне, а затем работал как приглашённый оперный режиссёр в различных театрах Европы — парижском Шатле, лондонском Ковент-Гарден, брюссельском Ла-Монне/Де-Мюнт, Венской государственной опере и так далее.
Примечательно, что после переезда в 1977 году на Запад Адольф Дрезен сохранил восточногерманское гражданство. Скончался в Лейпциге в 2001 году, похоронен в Берлине.
Сын Адольфа Дрезена — кинорежиссёр Андреас Дрезен.

## Увлечения
- Помимо режиссуры, А. Дрезен проявлял интерес к разным видам деятельности. В юности он увлекался планеризмом[6], студентом подрабатывал в транспортных и мелиораторских фирмах, в 1963 году был подсобным рабочим на буровой вышке нефтекомбината в Гриммене, а в 1967 году — разнорабочим на металлургическом гиганте[4] «первого социалистического города на немецкой земле», который сначала назывался Сталинштадт.
- Ещё в годы университетского обучения, принимая активное участие в студенческих спектаклях, А. Дрезен инсценировал комедию Аристофана «Мир». Любовь к древнегреческой классике он сохранял до последних дней жизни. Врач в клинике Шарите был поражён, когда увидел своего пациента с поэмой «Илиада» в руках через несколько часов после операции на сердце. Режиссёр объяснил хирургу, что давно мечтал полностью прочитать Гомера, но для этого не было свободного времени[6].

## Публикации
- 1992, Адольф Дрезен. «Забывчивость Зигфрида». Культура между консенсусом и конфликтом. Изд-во «Ch. Links Verlag», 2011, ISBN 3-86153-041-4  (нем.)
- 1995, Адольф Дрезен. «Авторы и режиссёры. Заметки о режиссёрском театре», Гёттинген  (нем.)
- 2000, Адольф Дрезен. «Сколько свободы нужно искусству?» («Theater der Zeit», ISBN 3-934344-00-3)  (нем.)
- 2010, Адольф Дрезен. «Архивные страницы. Межзвёздная пустота: истории, стихи & мечты». Изд-во «Fürst & Iven», ISBN 3-88331-148-0  (нем.)
- 2011, Адольф Дрезен. «Марксистские чтения 1976: К критике марксистской политэкономии». Изд-во «Basisdruck-Verlag», Berlin, ISBN 3-86163-124-5)  (нем.)

Книги и брошюры Дрезена переиздаются, комментарии к его мыслям высказывают и современные авторы.

## Театральные постановки (выборочно)
- 1964, Грайфсвальд, трагедия Шекспира «Гамлет»
- 1968, Берлин, трагедия Гёте «Фауст, часть I»
- 1977, Базель, пьеса Барлаха «Бедный родственник»
- 1979, Гамбург, опера Чайковского «Евгений Онегин»
- 1980, Бохум, оперетта Штрауса «Летучая мышь»
- 1989, Брюссель, опера Бетховена «Фиделио»
- 1992—1993, Лондон, эпический оперный цикл Вагнера «Кольцо Нибелунга»
- 1999, Вена, драма Гёте «Ифигения в Тавриде»

## Фильмография
Некоторые театральные постановки А. Дрезена записаны как видеофильмы на DVD и CD:
- 1968 — (нем. Der Mond scheint auf Kylenamoe)[8]
- 1974 — (нем. Juno und der Pfau)[9]
- 1978 — (нем. Iphigenia auf Tauris)[10]
- 1987 — (нем. Wozzeck)[11]
- 1990 — (нем. Fidelio)[12]

### Актёр в телесериале
- 1994 — (англ. Tales from the Opera)[13], роль директора оперы в сегменте «Зимние вихри — Валькирия»

## Награды и почести
- 1973, 1975, 1988 — призы критиков газеты «Berliner Zeitung»
- 1974 — Орден Знамени Труда
- 1989 — Гессенская культурная премия[нем.])
- 1994 — член Берлинской академии искусств
- 1996 — член немецкого отделения ПЕН-клуба
- 2000 — член Саксонской академии художеств[нем.]
- 2000 — премия Международного театрального института[нем.]
- 2001 — Премия Лессинга Свободного государства Саксония[нем.])
- 2002 — Приз немецких критиков[нем.] (посмертно)